# Hadena barrettii
Hadena barrettii là một loài bướm đêm trong họ Noctuidae.